# جواز بقرار جمهوري (فلم)
جواز بقرار جمهوري هو فيلم كوميدي مصري تدور أحداثه حول شاب مصري فقير يعيش في حارة ميمون القرد بقلعة الكبش ويعمل بوزارة الخارجية وفي بداية حياته مرتبط بريهام وهي فتاه من طبقة أعلى منه اجتماعيا وتعمل بوزارة السياحة ويقوم بإرسال دعوة زفاف لرئيس الجمهورية محمد حسني مبارك وبالمصادفة يقبل الرئيس الدعوة وتحدث العديد من المفارقات الكوميدية.

## الممثلون
- هاني رمزي (ممثل) عمرو بيومي الوكيل
- حنان ترك ريهام حبيبة عمرو
- حسن حسني شكري سكرتير مكتب الرئيس
- سعيد صالح بيومي والد عمرو
- سناء يونس والدة عمرو
- شعبان حسين والد ريهام ونائب مدير بنك
- سعاد نصر كريمة والدة ريهام
- ماهر عصام أيمن أخو عمرو
- راندا البحيري حبيبة أيمن
- محمد الصاوي (ممثل) مساعد شكري بك
- سليمان عيد لول صديق عمرو
- سيد مصطفى
- مجدي كامل أستاذ رمزي زميل ريهام بالعمل
- مخلص البحيري نيازي حسين نائب المحافظ
- سامي مغاوري فرغلي بك نائب الدائرة
- سامي سرحان رئيس عمرو في العمل
- سهام جلال
- فايق عزب

## روابط خارجية
- مقالات تستعمل روابط فنية بلا صلة مع ويكي بيانات